# ジョー・ノイナイ
ジョー・ノイナイ（Joe Noynay、1995年9月4日 - ）は、フィリピンのプロボクサー。フィリピン・セブ島出身。元WBOアジアパシフィックスーパーフェザー級王者。通称はJaw Breaker。三迫ボクシングジムと契約した頃のリングネームはジョー・ミサコ。

## 来歴

### フェザー級
2013年9月7日のプロデビュー戦は判定勝ち。
2017年2月28日、後楽園ホールで阿部麗也とフェザー級8回戦で対戦し、判定0-3（76-77、75-77、75-78）で敗退した。

### スーパーフェザー級
2019年4月20日、大阪府立体育会館第2競技場で坂晃典とWBOアジアパシフィックスーパーフェザー級王座決定戦を行い、2回1分15秒KO勝ちでアジア王座獲得に成功。
2019年7月12日に大阪府立体育会館で清水聡と対戦し、6回2分18秒TKO勝ちを収め初防衛に成功。
2019年12月7日に後楽園ホールで尾川堅一と対戦し、5回2分7秒負傷判定引き分けに終わったが2度目の防衛に成功。
2021年7月7日、オーストラリアでリアム・ウィルソンに5回TKO勝ちを収め3回目の防衛に成功した。
2022年3月3日、オーストラリアでリアム・ウィルソンとダイレクトリマッチで再戦し、2回KO負けを喫した。

### ウェルター級
2024年5月16日、後楽園ホールでWBOアジアパシフィックウェルター級タイトルマッチおよびOPBF東洋太平洋同級王座決定戦で、WBOアジアパシフィック王者の佐々木尽と対戦し、5回43秒TKO負けを喫した。

## 獲得タイトル
- WBOアジア太平洋スーパーフェザー級ユース王座
- ABCOフェザー級シルバー王座
- ABCOスーパーフェザー級シルバー王座
- EPBCユーラシアスーパーバンタム級王座
- WBOアジア太平洋スーパーフェザー級王座（防衛3=剥奪）

## 戦績
- プロボクシング - 22戦18勝2敗2分（7KO）